# Алексије Јовандерић
Алексије Јовандерић (Обрва код Краљева, 24. септембар 1847 – Лађевци код Краљева, 3. фебруар 1918) био је српски трговац и политичар. Јовандерић је био народни посланик и председник општине Лађевци.

## Биографија
Алексије Јовандерић је рођен 24. септембра 1847. године у селу Обрва код Краљева. Највећи део живота је провео у Лађевцима, где се бавио трговином. Крајем 19. и почетком 20. века био је у три наврата председник Лађевачке општине. Први пут је председник ове општине постао 1875. године и на том положају је остао све до 1880. године. Његов први мандат се поклапа и са избијањем Српско-турских ратова (1876-1878), у којима је Јовандерић учествовао као ађутант батаљона народне војске. Због заслуга у овим ратовима био је одликован Златном и Сребрном медаљом за заслуге. 
Јовандерић је по други пут дошао на чело општине Лађевци 1885. године и на том положају је остао до 1888. Ову дужност је поново, уједно и последњи пут обављао у току 1901. године. Јовандерић је припадао Напредној странци, а за народног посланика је први пут био изабран 1877. године. За народног посланика за Моравски срез биран је и 1881, 1885, 1887, 1894-1896. и 1901. године. Залагао се за забрану учешћа на политичким зборовима адвокатима, кметовима, контролорима и свим државним чиниоцима, укључујући и оне државне чиновнике који су били у пензији. Јовандерић је поред дужности народног посланика и председника Лађевачке општине обављао и дужност окружног и среског пуномоћника, благајника и потпредседника Среског одбора Пољопривредног друштва, а био је и редовни члан шумадијског Кола јахача у Чачку. 
Преминуо је 3. фебруара 1918. године од упале плуће у Лађевцима, где је и сахрањен.